# Houston County (Alabama)
Das Houston County ist ein County im Bundesstaat Alabama der Vereinigten Staaten. Der Verwaltungssitz (County Seat) ist Dothan.

## Geographie
Das County liegt im äußersten Südosten von Alabama, grenzt im Süden an Floridas Nordgrenze, im Osten an Georgia und hat eine Fläche von 1506 Quadratkilometern, wovon drei Quadratkilometer Wasserfläche sind. Es grenzt im Uhrzeigersinn an folgende Countys: Geneva County, Dale County und Henry County. Houston liegt im Herzen der sogenannten Wiregrass-Region, in der ein Viertel der amerikanischen Erdnüsse produziert werden.

## Geschichte
Houston County wurde am 9. Februar 1903 auf Beschluss der State Legislature aus Teilen des Dale, Geneva und Henry Countys gebildet. Es ist somit das jüngste der 67 Countys des Bundesstaates. Grundlage für seine Kreation war der Verfassungskonvent Alabamas von 1901, der die flächenmäßige Mindestgröße von Countys abschaffte. Die Begründung für diesen Verwaltungsakt war, dass die Bürger im südlichen Henry County im Originalcounty zu weit entfernt vom Verwaltungssitz lebten. Benannt wurde es nach dem Politiker George Smith Houston. Houston war zuerst Abgeordneter im Repräsentantenhaus von Alabama und Attorney des Bundesstaates, bevor er in das Repräsentantenhaus der Vereinigten Staaten gewählt wurde. Später amtierte er als Gouverneur von Alabama und wurde kurz vor seinem Tod Senator. Am 16. März 1903 wurde Dothan als County Seat ausgewählt. Das erste, in Ziegelbauweise errichtete Courthouse stand von 1905 bis 1962. Dann wurde es durch ein neues ersetzt, das 2003 dem heutigen Verwaltungs- und Gerichtsgebäude wich.
Bis zur Reconstruction war das County wegen seiner Abgelegenheit und kargen Böden nur spärlich besiedelt. Die dort lebenden Farmer betrieben überwiegend Subsistenzwirtschaft. Nach dem Sezessionskrieg breitete sich, angelockt durch weitläufigen Sumpf-Kiefer-Wälder, die Holzindustrie im County aus. Bis weit in das 20. Jahrhundert hinein bildete aber weiterhin die Landwirtschaft die Haupteinnahmequelle der Bewohner. Im frühen 20. Jahrhundert führten Fortschritte bei den Düngemitteln dazu, dass in Houston der Baumwollanbau möglich wurde. Die bald darauf folgende Ankunft des Baumwollkapselkäfers führte zu einer Umstrukturierung hin zur Produktion von Erd- und Pekannüssen, Mais und Vieh. Mit der Elektrifizierung durch Wasserkraftwerke in den 1930er und 1940er Jahren erlebte das County eine Industrialisierung. Die meisten Produktionsstätten gehörten dabei zur Lebensmittel- und Textilindustrie.

## Demographische Daten

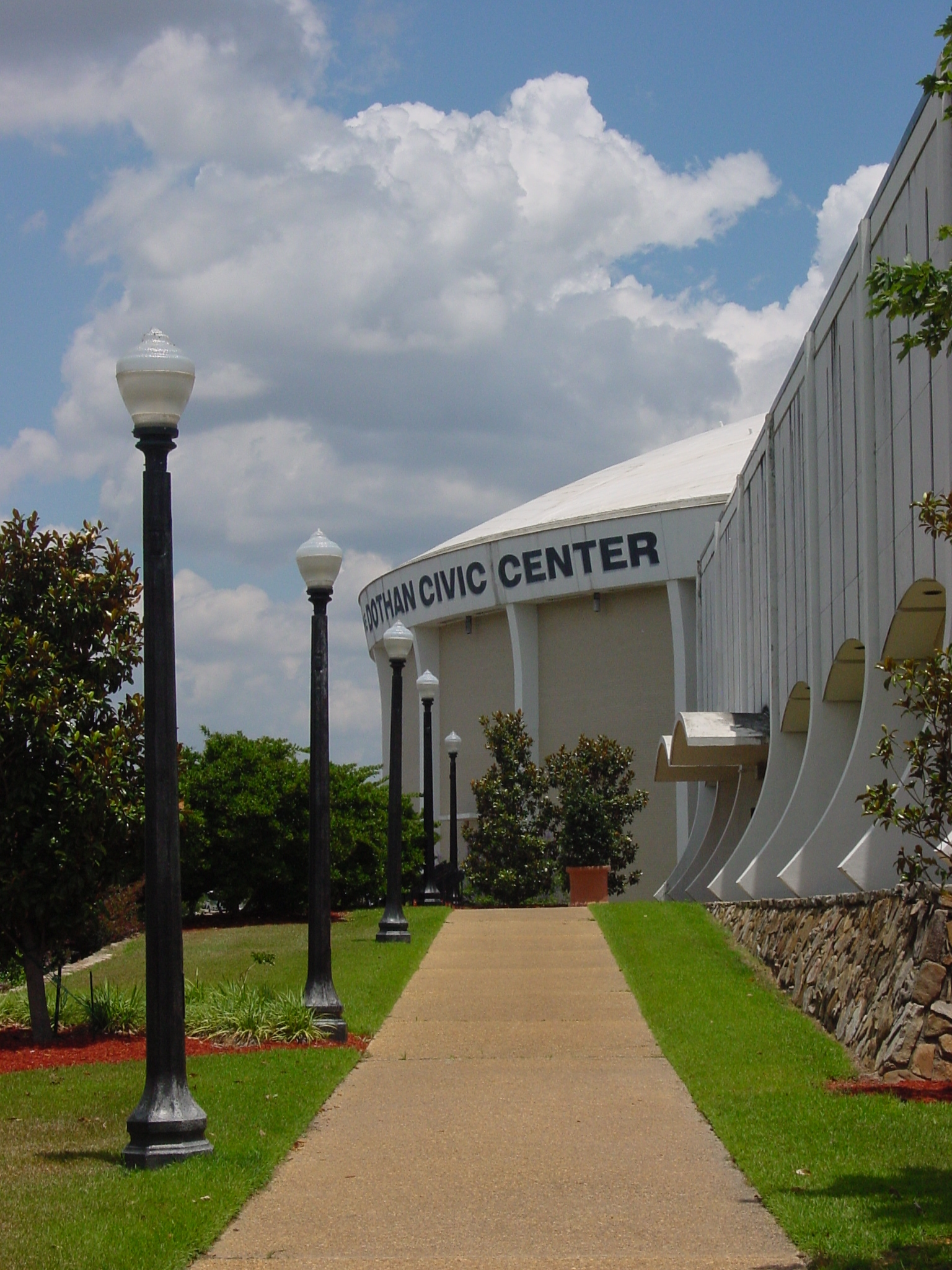
Das Dothan Civic Center in Dothan

Nach der Volkszählung im Jahr 2000 lebten im Houston County 88.787 Menschen. Davon wohnten 1.148 Personen in Sammelunterkünften, die anderen Einwohner lebten in 35.834 Haushalten und 25.119 Familien. Die Bevölkerungsdichte betrug 64 Einwohner pro Quadratkilometer. Ethnisch betrachtet setzte sich die Bevölkerung zusammen aus 73,08 Prozent Weißen, 24,60 Prozent Afroamerikanern, 0,37 Prozent amerikanischen Ureinwohnern, 0,62 Prozent Asiaten, 0,02 Prozent Bewohnern aus dem pazifischen Inselraum und 0,39 Prozent aus anderen ethnischen Gruppen; 0,92 Prozent stammten von zwei oder mehr Ethnien ab. 1,26 Prozent der Bevölkerung waren spanischer oder lateinamerikanischer Abstammung.
Von den 35.834 Haushalten hatten 33,0 Prozent Kinder und Jugendliche unter 18 Jahren, die bei ihnen lebten. In 52,5 Prozent lebten verheiratete, zusammen lebende Paare, 14,1 Prozent waren allein erziehende Mütter, 29,9 Prozent waren keine Familien, 26,4 Prozent aller Haushalte waren Singlehaushalte und in 10,1 Prozent lebten Menschen im Alter von 65 Jahren oder darüber. Die Durchschnittshaushaltsgröße betrug 2,45 und die durchschnittliche Familiengröße betrug 2,95 Personen.
25,9 Prozent der Bevölkerung waren unter 18 Jahre alt, 8,2 Prozent zwischen 18 und 24, 28,7 Prozent zwischen 25 und 44, 23,5 Prozent zwischen 45 und 64 und 13,7 Prozent waren 65 Jahre oder älter. Das Durchschnittsalter betrug 37 Jahre. Auf 100 weibliche Personen kamen 90,5 männliche Personen und auf Frauen im Alter von 18 Jahren und darüber kamen 86,2 Männer.
Das jährliche Durchschnittseinkommen eines Haushalts betrug 34.431 USD, das Durchschnittseinkommen einer Familie 42.437 USD. Männer hatten ein Durchschnittseinkommen von 32.092 USD, Frauen 21.409 USD. Das Prokopfeinkommen betrug 18.759 USD. 11,8 Prozent der Familien und 15,0 Prozent der Einwohner lebten unterhalb der Armutsgrenze.

## Kultur und Sehenswürdigkeiten

### Parks
In Dothan befindet sich der Dothan Area Botanical Gardens, ein 200.000 m² großer botanischer Garten.

### Bauwerke

Das Federal Building and U.S. Courthouse (2016) in Dothan ist seit Dezember 1974 im NRHP eingetragen.

Neun Bauwerke und Stätten im County sind im National Register of Historic Places („Nationales Verzeichnis historischer Orte“; NRHP) eingetragen (Stand 2. April 2020), darunter das Dothan Opera House, das Federal Building and U.S. Courthouse und der Main Street Commercial District.

## Orte im Houston County
- Alaga
- Ardilla
- Ashford
- Avon
- Barber
- Barrett
- Big Creek
- Brannon Stand
- Clark Crossroads
- Columbia
- Cottonwood
- Cowarts
- Crosby
- Dothan
- Dupree
- Enon
- Five Points
- Garretts Crossroads
- Gordon
- Grangeburg
- Green Acres
- Hodgesville
- Jones Crossroads
- Kelly Springs
- Keytons
- Kinsey
- Love Hill
- Lucy
- Madrid
- Merritts Crossroads
- Mullins
- Newton
- Pansey
- Pearce
- Peterman
- Philadelphia
- Pleasant Plains
- Rehobeth
- Sealy Springs
- Sigma
- Smyrna
- Southern Junction
- State Line
- Tabernacle
- Taylor
- Terry Crossroads
- Webb
- Wicksburg
- Williams
- Wilson Quarters